# 50 Years – Don't Stop
50 Years - Don't Stop es una caja recopilatoria de la banda británico-estadounidense de rock Fleetwood Mac, lanzado el 16 de noviembre de 2018 por Rhino, en el marco de la celebración de los 50 años en la formación de la banda. Consiste en 3 CD que abarcan la historia musical de Fleetwood Mac, desde 1967 hasta 2013. También fue lanzado como 5 LP y un CD con todos los temas condensados.
A diferencia de 25 Years - The Chain, de 1992, 50 Years - Don't Stop no contiene ningún material inédito, a pesar de contener varios temas como Sad Angel en formato físico por primera vez.